# Канеду, Вале і Віла-Майор
Кане́ду, Ва́ле і Ві́ла-Майо́р (порт. Canedo, Vale e Vila Maior; МФА: [kɐ.ˈne.du, ˈva.ɫɨ i ˈvi.ɫɐ maj.ˈoɾ]) — парафія в Португалії, в муніципалітеті Санта-Марія-да-Фейра. Складова округу Авейру.  Входить до регіону Північ. За старим адміністративним поділом, що був чинним до 1976 року, територія парафії належала провінції Берегове Дору. Заснована 28 січня 2013 року. Площа парафії — 39,53 км², населення — 9458 ос. (2011), густота населення — 239,26 осіб/км²
. Патрон — Діва Марія, святі Мамант і Юрій. Поштовий індекс — 4520. Код  — 010933.
```
Сформована із колишніх парафій 
Канеду
, 
Вале
 і 
Віла-Майор
.
```

## Географія

Санта-Марія-да-Фейра (2013)
Союз парафій
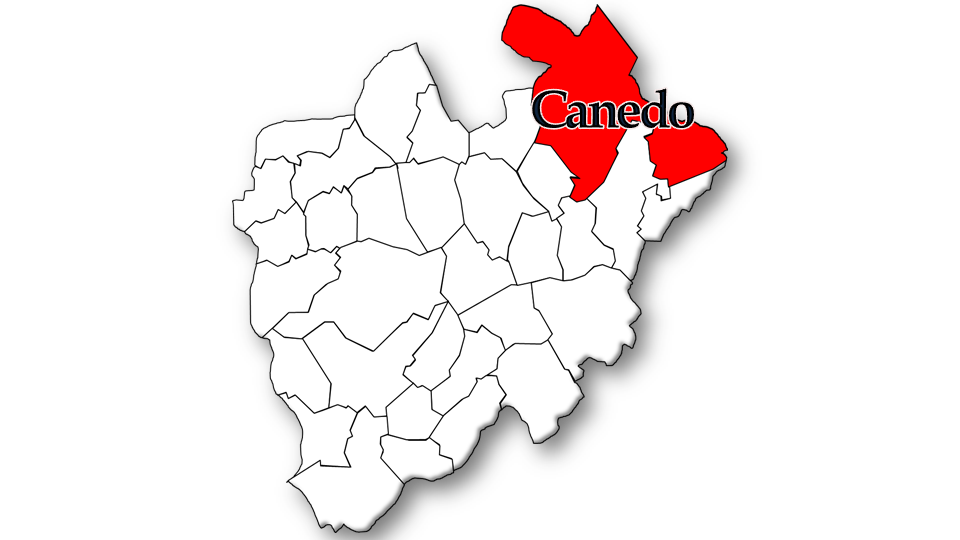
Канеду
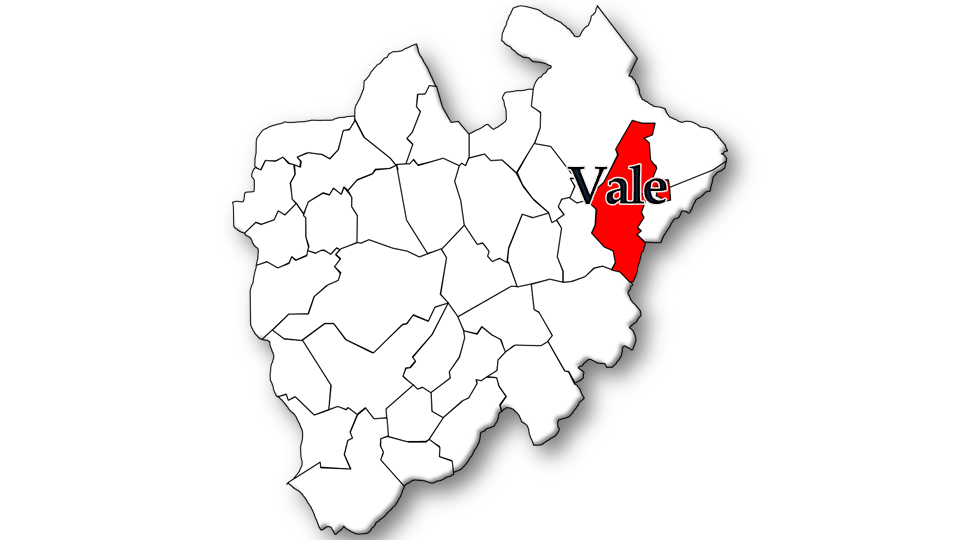
Вале
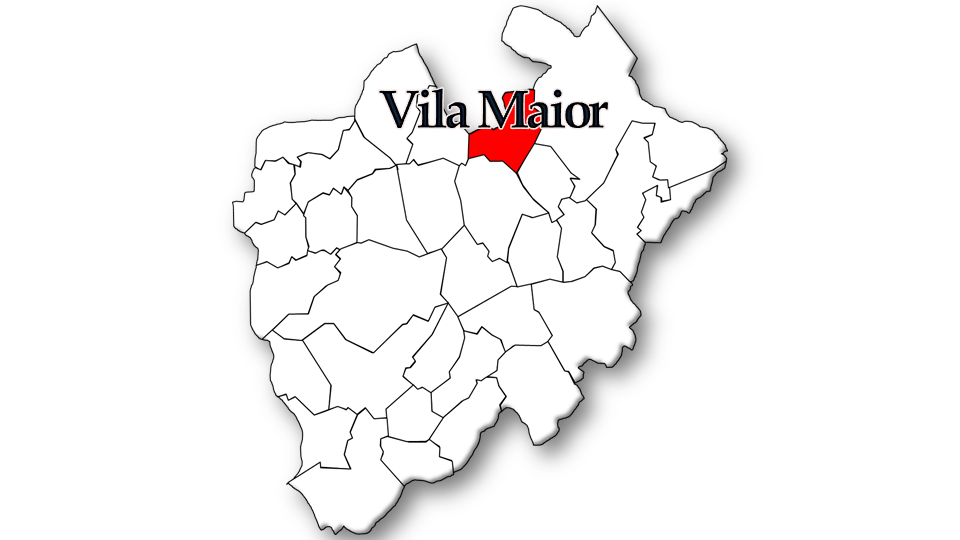
Віла-Майор

## Населення
| 2011 |
| 9458 |